# Ippesheim
Ippesheim är en köping (Markt) i Landkreis Neustadt an der Aisch-Bad Windsheim i Regierungsbezirk Mittelfranken i förbundslandet Bayern i Tyskland.
Köpingen ingår i kommunalförbundet Uffenheim tillsammans med staden Uffenheim, köpingen Markt Nordheim samt kommunerna Ergersheim, Gollhofen, Hemmersheim, Oberickelsheim, Simmershofen och Weigenheim.